# Musculus serratus posterior superior
De musculus serratus posterior superior of bovenste achterste gezaagde spier is een diepe schuine rugspier die behoort tot de spieren van de spinocostale groep. Hij ontspringt op de processus spinosus van C6-T2 en hecht zich aan de angulus costae van rib 2-5.
Hij heeft als functie het oplichten van de craniale ribben bij diepe inademing.